# Cerignale
Cerignale (Serignâ in ligure, Sergnâ nella varietà locale e in dialetto bobbiese, Cerignäl in dialetto piacentino) è un comune italiano di 115 abitanti della provincia di Piacenza in Emilia-Romagna.

## Geografia fisica
È situato nell'alta val Trebbia, sull'Appennino ligure (di cui fa parte l'Appennino piacentino), in una conca boscosa sulle pendici del monte delle Tane, vetta che crea lo spartiacque con la val d'Aveto.
Il territorio comunale oltre il paese consta di numerose frazioni sparse ed alcune molto popolate specie nei fine settimana e nel periodo estivo.
Il paesaggio della val Trebbia e del territorio comunale è ordinatamente coltivato fino alle altitudini in cui i boschi ricoprono fittamente le pendici dei monti.

## Storia
La storia del borgo è legata al feudo della fortezza di Cariseto, documentata già nel XI secolo.
Nel 1052, l'imperatore Enrico III concesse il feudo al Monastero di San Paolo di Mezzano Scotti (Bobbio), mentre, nel 1164, l'imperatore Federico Barbarossa lo concesse in feudo perpetuo ai Malaspina, possesso che durò fino al XVI secolo.
La tradizione narra che, pochi anni dopo, Federico Barbarossa in persona, in fuga da Roma, passò per l'antica via medievale del Cifalco. Era il 1167 e, poiché la strada di Monte Bardone era stata sbarrata dai pontremolesi, l’imperatore pernottò nel castello di Cariseto, aiutato poi dai fedeli Malaspina a riprendere la strada tra queste montagne. In quegli anni i feudi della nobile famiglia si estendevano dalla Lunigiana alla Liguria, dalla Val d'Aveto all'alta Val Trebbia, fino alla Val Staffora.
Nel 1540 il feudo venne venduto a Gianluigi Fieschi per circa 10.000 scudi d'oro. Nel 1547 il Fieschi morì nella rivolta antispagnola che organizzò insieme ai francesi per il predominio su Genova contro Andrea Doria, episodio storico conosciuto come la Congiura di Gianluigi Fieschi. Così nella rivolta il castello di Cariseto fu distrutto dai genovesi ed il feudo concesso dopo la confisca di tutti i beni flicani ai Doria dall'imperatore Carlo V. Il feudo, inserito nel Contado di Ottone, dipese dal marchesato e poi dal Principato di Torriglia fino all'abolizione nel 1797 dei feudi imperiali.
Nel 1801 il territorio è annesso assieme alla Liguria alla Francia napoleonica fino al 1814. Nel 1814 gli ex territori del contado di Ottone sono inseriti nella Provincia di Bobbio. Nel 1848 come parte della provincia di Bobbio passa dalla Liguria al Piemonte, nel 1859 entrò a far parte nel Circondario di Bobbio della nuova provincia di Pavia e quindi della Lombardia. Nel 1923, smembrato il circondario di Bobbio, passa alla provincia di Piacenza e quindi all'Emilia-Romagna.
Il 17 luglio del 1908 si verificò un violento nubifragio con una piena straordinaria della Trebbia che devastò case e campagne soprattutto nel territorio del mandamento bobbiese di Ottone e fra i confini delle provincie di Genova e Pavia, con gravi danni nell'abitato di Gorreto, distruggendo cinque ponti lungo la statale 45 interrompendo le comunicazioni stradali fra Ottone e Torriglia, e la linea telegrafica fra Bobbio e Genova; danni ed allagamenti anche nel piacentino a Rivergaro e a Sant'Antonio a Trebbia nei pressi di Piacenza.
Distruzioni imponenti e danni più ingenti si verificarono, invece, con l'alluvione che colpì la val Trebbia il 19 settembre 1953. Al referendum istituzionale del 1946, nel comune di Cerignale la Repubblica ricevette 298 voti (57,6%), mentre la monarchia ebbe 219 voti (42,3%).
Nella notte fra il 14 e il 15 settembre 2015 una parte della provincia di Piacenza fu devastata dalle esondazioni improvvise del Nure dell'Aveto e del Trebbia, dovute al maltempo e ad ammassi di detriti, che causarono danni ingenti, il crollo del Ponte di Barberino sul Trebbia e la morte di tre persone. Le località più colpite furono Roncaglia, Pontenure, Ponte dell'Olio, Bettola, Farini, Ferriere, Rivergaro, Bobbio, Corte Brugnatella e Ottone.

### Simboli
Lo stemma e il gonfalone sono stati concessi con DPR del 14 giugno 1953. 
Nello stemma è rappresentato il castello di Cariseto e il suo possesso “imperiale” da parte dei principi Doria, con l'aquila, simbolo della famiglia, posata sulla merlatura del mastio.
Il gonfalone è un drappo partito di bianco e di rosso. Rosso e argento sono anche i colori rappresentativi dei due principali centri del territorio: Bobbio e Piacenza.

## Monumenti e luoghi d'interesse

### Architetture religiose
Le parrocchie dipendono dal vicariato di Bobbio, Alta Val Trebbia, Aveto e Oltre Penice della diocesi di Piacenza-Bobbio.
- Chiesa parrocchiale di San Lorenzo di Cerignale. Parrocchia eretta nel 1642.
- Cappelletta di San Rocco di Cerignale, di aspetto tardo ottocentesco.
- Chiesa parrocchiale di San Pietro, nella frazione di Carisasca. Parrocchia eretta nel 1744.
- Oratorio di Sant'Agostino, nella frazione di Carisasca.
- Oratorio di Sant'Anna, nella frazione di Cariseto del XVII secolo, alle dipendenze della parrocchia di Selva.
- Chiesa di Sant'Andrea, nella frazione di Oneto del XVII secolo, alle dipendenze della parrocchia di Cerignale.
- Oratorio di San Carlo, nella frazione di Ponte Organasco del 1622, alle dipendenze della parrocchia di Carisasca.

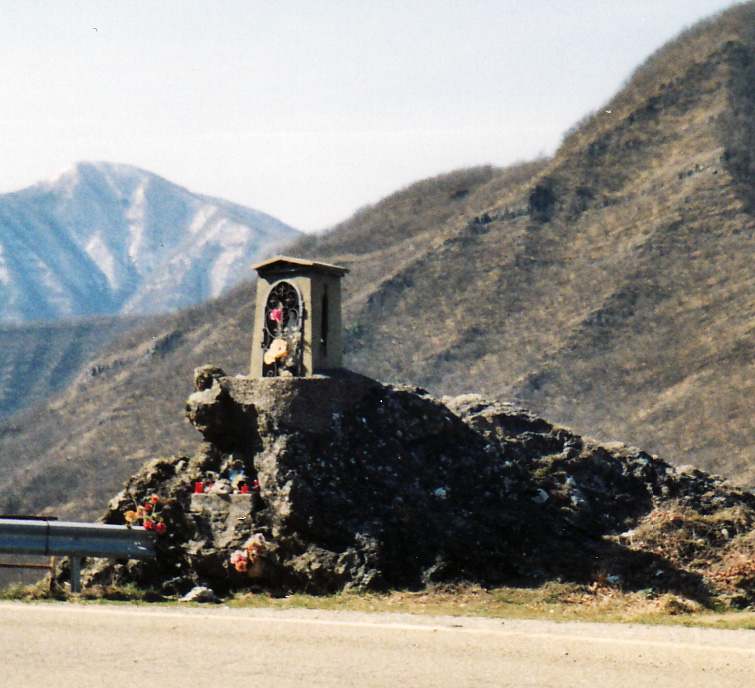
Madonnina della Val Trebbia, protettrice della valle e della strada posta sulla statale

- Antico Oratorio di Sant'Agostino, chiesa dell'XI secolo, rimaneggiato in tempi successivi, di cui ne rimangono i resti lungo l'antico tragitto Caminus Genuae, la cui strada passava con un tragitto più basso ed appena sopra il fiume Trebbia, rispetto alla statale attuale.
- Madonnina della Val Trebbia, posta sulla Strada Statale 45 dopo la frazione di Ponte Organasco verso Genova, poco prima dell'abitato di Losso di Ottone; è situata in un tempietto votivo che sovrasta una roccia adiacente uno slargo ai lati della strada fra i confini comunali di Cerignale, di Ottone e davanti ai monti di Zerba e la vicina val Boreca. È la protettrice della val Trebbia e della strada irsa di pericoli proprio nel tratto più impegnativo della vallata. In basso i resti dell'antico oratorio di Sant'Agostino da cui provenne la statua votiva e dove un tempo passava l'antico tratto della strada.
- Oratorio della Madonna della Guardia, nella frazione di Rovereto, di recente costruzione.
- Chiesa parrocchiale Invenzione di Santo Stefano, nella frazione di Selva. Parrocchia eretta nel 1523. L'attuale chiesa venne edificata nel 1968 in sostituzione del precedente ed antico edificio, abbandonato per una frana, sorto nel XVI secolo ed ingrandito nel settecento. Attualmente ne rimangono i resti ben visibili di fronte al locale cimitero.

### Architetture storiche e civili
- Municipio

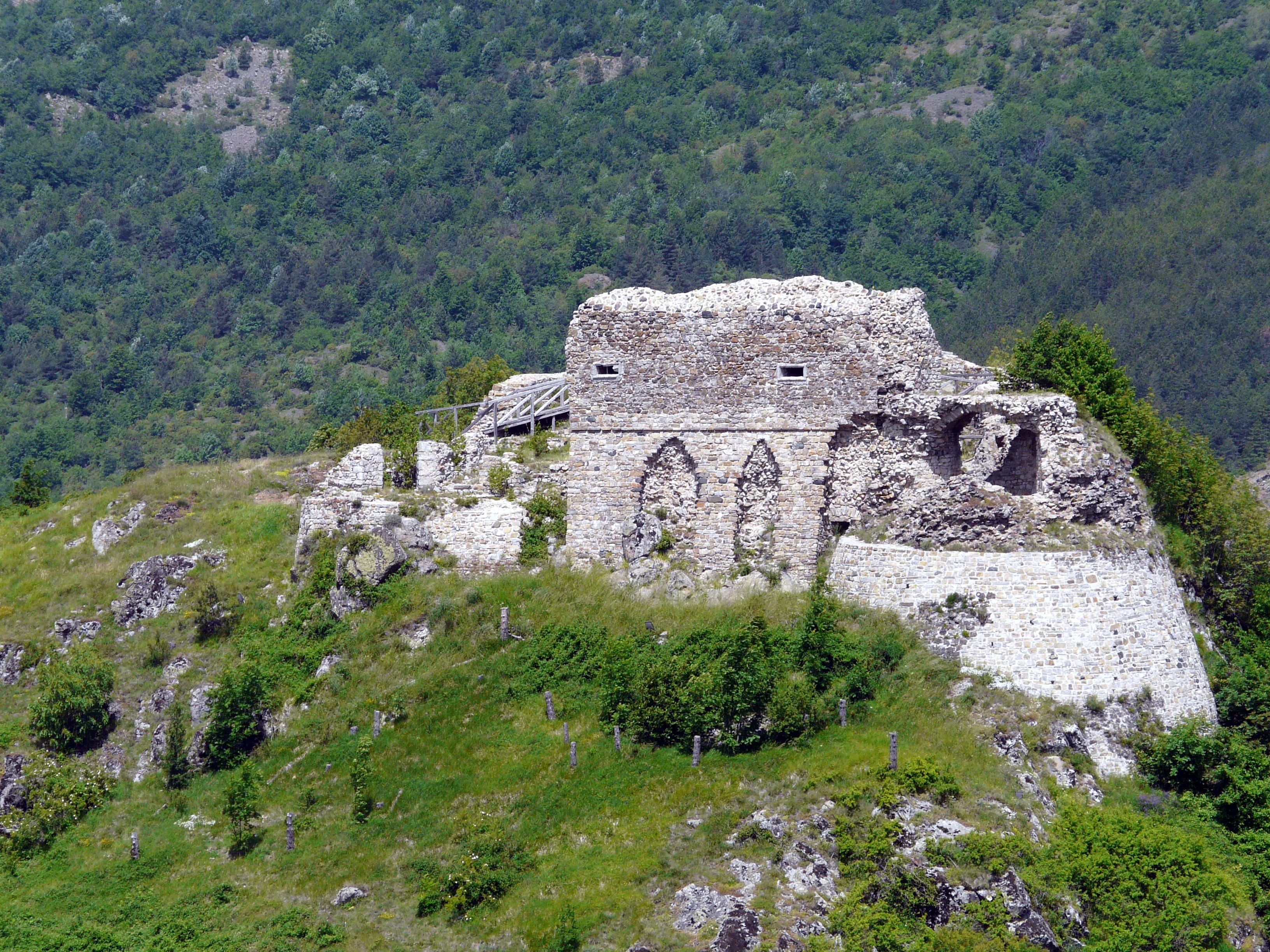
Il castello di Cariseto

- Mulino di Pian dei Mulini (di proprietà privata), antico mulino con ruota ancora funzionante e avente due macine per la frantumazione dei cereali e delle castagne. Nella zona si svolgono varie feste del paese.
- Castello di Cariseto, del X secolo. Documentato nel 972 e nel 1143 come pertinenza del Monastero di San Colombano di Bobbio, documenti riconsiderati come non veritieri o smentiti per contrasti politici dell'epoca fra il monastero e le diocesi vicine. Nel 1052 l'imperatore Enrico III di Franconia concede il feudo ed il castello al monastero di S. Paolo di Mezzano, poi degli Scotti. Nel 1164 Federico Barbarossa lo infeudò a Obizzo Malaspina, che salvò l'imperatore dalle truppe nemiche, scortandolo da Pontremoli fino a Pavia. Nel 1540 passò ai Fieschi e nel 1547 ai Doria fino al 1797.
- Resti del Forte di Castello, nell'omonima località appartenuto ai Malaspina.
- Resti del Castello di Oneto, documentato il 27 luglio 972 nel diploma imperiale di Ottone I, come feudo appartenente al monastero di Bobbio, concesso anch'esso nel 1164 da Federico Barbarossa al marchese Obizzo Malaspina.
- Borgo medioevale di Ponte Organasco, con il castello dell'XI secolo, che era a difesa dell'antico ponte romano sul Trebbia, oggi non più esistente. Appartenne ai Malaspina, poi ai Doria, nel XVII secolo ai Castelli, nel XVIII secolo ai Palazzi e agli Ansaldi.
- Casa-Torre di Ca' Minata, in località Camminata di Carisasca.

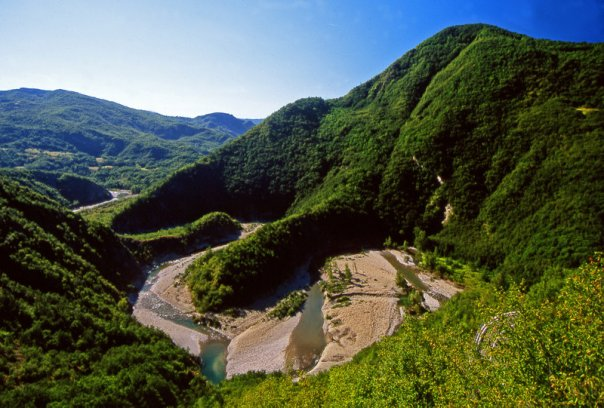
LElefante del Trebbia ed i Meandri di Confiente fra Cerignale e Corte Brugnatella

### Elefante del Trebbia
L'Elefante del Trebbia è una curiosa formazione montuosa, appena sotto Cerignale, che fa capo al complesso del Monte Cerello che degrada nel fiume Trebbia fino nei Meandri di Confiente nel comune di Corte Brugnatella. La sagoma del monte ha l'aspetto curvilineo del dorso dell'elefante, disegnato dai meandri nelle estremità basse (piedi e proboscide). Figura colta per la prima volta nel 2009, in un famoso scatto fotografico di Paolo Guglielmetti, che ne diede il nome e fama internazionale.

## Società

### Evoluzione demografica
Abitanti censiti

## Cultura

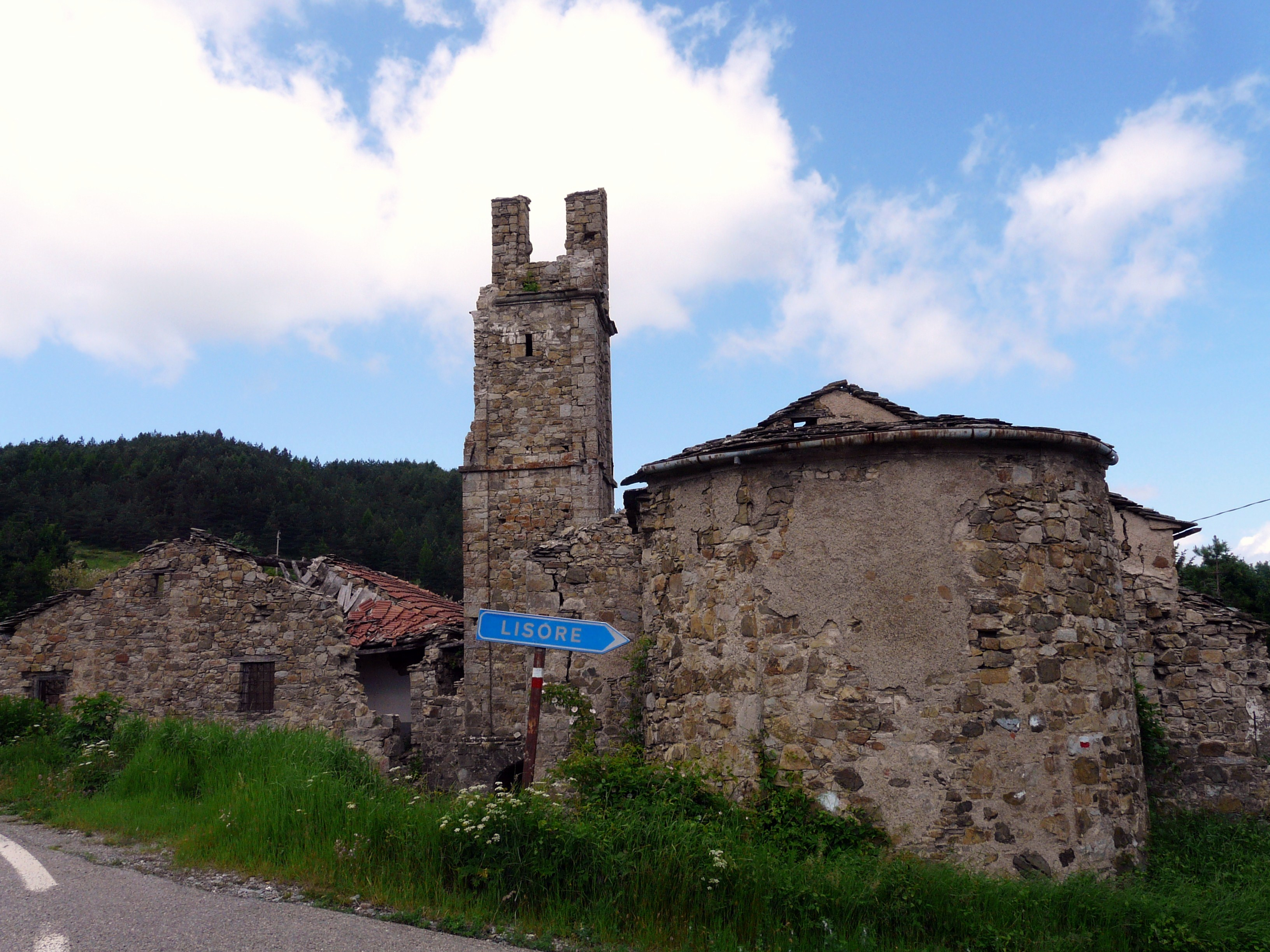
I ruderi della chiesa Invenzione di Santo Stefano a Selva

Questo paese fa parte del territorio culturalmente omogeneo delle Quattro province (Alessandria, Genova, Pavia, Piacenza), caratterizzato da usi e costumi comuni e da un importante repertorio di musiche e balli molto antichi. Strumento principe di questa zona è il piffero appenninico che accompagnato dalla fisarmonica, e un tempo dalla müsa (cornamusa appenninica), guida le danze e anima le feste. Questi strumenti animano le due feste tradizionali, quella del 13 agosto, che vede musicisti, ballerini e turisti girare per le viuzze e fermarsi per un bicchiere di vino, un ballo o un coro nelle piazzette, e la castagnata dell'ultima domenica di ottobre.

## Amministrazione
Dalla data dell'11 febbraio 2022 il sindaco Massimo Castelli, accusato di corruzione e posto in custodia cautelare in carcere in data 10 febbraio 2022, è sospeso e sostituito dalla vicesindaca Piera Reboli come sindaca facente funzione. Il 22 febbraio 2022 il sindaco Castelli si dimette, portando il comune verso il commissariamento fino a fine mandato. Il 15 marzo 2022 è entrato in carica il commissario prefettizio e vice prefetto Luigi Swich. Sciolto il Consiglio comunale, il commissario è restato in carica fino alle elezioni amministrative del 14 maggio 2023.
Di seguito è presentata una tabella relativa alle amministrazioni che si sono succedute in questo comune.
| Periodo          | Periodo                                                           | Primo cittadino    | Partito                                                | Carica                               | Note   |
| ---------------- | ----------------------------------------------------------------- | ------------------ | ------------------------------------------------------ | ------------------------------------ | ------ |
| 18 giugno 1985   | 9 giugno 1990                                                     | Gerolamo Ricci     | Democrazia Cristiana                                   | Sindaco                              | [ 18 ] |
| 9 giugno 1990    | 24 aprile 1995                                                    | Gerolamo Ricci     | Democrazia Cristiana                                   | Sindaco                              | [ 18 ] |
| 24 aprile 1995   | 14 giugno 1999                                                    | Gerolamo Ricci     | centro                                                 | Sindaco                              | [ 18 ] |
| 14 giugno 1999   | 14 giugno 2004                                                    | Giovanni Barilotti | lista civica di sinistra                               | Sindaco                              | [ 18 ] |
| 14 giugno 2004   | 8 giugno 2009                                                     | Giovanni Barilotti | lista civica di sinistra                               | Sindaco                              | [ 18 ] |
| 8 giugno 2009    | 26 maggio 2014                                                    | Massimo Castelli   | lista civica di sinistra                               | Sindaco                              | [ 18 ] |
| 26 maggio 2014   | 27 maggio 2019                                                    | Massimo Castelli   | lista civica di sinistra: Insieme ancora per Cerignale | Sindaco                              | [ 18 ] |
| 27 maggio 2019   | sospeso in data 10 febbraio 2022 dimesso in data 22 febbraio 2022 | Massimo Castelli   | lista civica di sinistra: Insieme ancora per Cerignale | Sindaco                              | [ 18 ] |
| 11 febbraio 2022 | 15 marzo 2022                                                     | Piera Reboli       | lista civica di sinistra: Insieme ancora per Cerignale | Vicesindaca sindaca facente funzioni |        |
| 15 marzo 2022    | 14 maggio 2023                                                    | Luigi Swich        |                                                        | Commissario prefettizio              |        |
| 14 maggio 2023   | in carica                                                         | Fausta Pizzaghi    | lista civica di sinistra: Pizzaghi sindaco             | Sindaco                              | [ 18 ] |

## Comunità montane
Fa parte della nuova Unione Montana Valli Trebbia e Luretta.

## Geografia antropica

### Frazioni
In val Trebbia:
- Cà d'Abrà: 724 m.
- Carisasca: 532 m.
- Castello: 627 m.
- La Serra: 810 m.
- Loc. Madonna
- Oneto, 811 m.
- Ponte Organasco: 457 m, posto nel fondovalle della val Trebbia a sul bivio tra la Strada statale 45 di Val Trebbia e quella che porta al passo del Brallo.

In val d'Aveto:
- Cariseto: 982 m.
- Casale: 723 m.
- Lisore: 708 m.
- Rovereto: 1034 m.
- Selva: 1060 m.
- Zermogliana: 404 m.